# Municipio de Guasave
El municipio de Guasave es uno de los 20 municipios del Estado de Sinaloa, México. Es el único municipio sinaloense mayoritariamente llano, las únicas elevaciones del municipio son islas o cerros costeros que rodean las bahías de Navachiste y San Ignacio.
Antes de la llegada de los españoles, este municipio estuvo habitado por indígenas guasaves. El nombre proviene de un vocablo del grupo etnolingüístico cáhita, viene de guaza: “cerco”, “tierra de labor”, “sementera” o “tierra entre milpas”, y ave, “al lado” o “junto”,  el topónimo  significaría entonces “lugar junto a los campos o donde hay tierras de labor”[cita requerida]. Es conocido el estado como "El corazón agrícola de México".
Según el censo del 2015 tenía una población de 295,353 habitantes.

## División política
La ciudad de Guasave es la cabecera municipal (alcaldía central), y sus 12 sindicaturas con sus respectivas descripciones son:
| Sindicatura              | Cabecera             | Comisarías                                                                       | Superficie |
| Alcaldía Central         | Guasave              | Agua BlancaJesús MaríaLos Ángeles del TriunfoSan Pedro                           | 1620.53 ha |
| Adolfo Ruiz Cortines     | Adolfo Ruiz Cortines | Cerro CabezónCorerepeMiguel Alemán                                               | 295.17 ha  |
| Bamoa                    | Bamoa                | Cruz BlancaChoipaOrba                                                            | 129.70 ha  |
| El Burrión               | El Burrión           | La CuestonaGuasavitoEjido Javier Rojo GómezEl PitahayalSan José de Palos Blancos | 128.51 ha  |
| Estación Bamoa           | Estación Bamoa       | Estación CapomasSan Francisco de Capomas                                         |            |
| Benito Juárez (Batamote) | Gabriel Leyva Solano | BatamoteEjido El Gallo de LimonesEjido Figueroa La EntradaHuitussiSan Fernando   | 201.80 ha  |
| La Brecha                | La Brecha            | Casa BlancaColonia Ángel FloresValle de Uyaqui                                   | 131.12 ha  |
| La Trinidad              | La Trinidad          | Las MorasLas JuntasLos Hornos                                                    | 124.74 ha  |
| León Fonseca             | León Fonseca         | Portugués de GálvezEl SabinoEl Zopilote                                          | 148.91 ha  |
| Nío                      | Nío                  | El CaimaneroGambinoPueblo ViejoSan Sebastián                                     | 184.59 ha  |
| San Rafael               | San Rafael           | Francisco R. SerranoLa PichihuilaLas BrisasPalmarito de los AnguloEl Serranito   | 95.33 ha   |
| Tamazula                 | Tamazula             | CubileteBuenavistaEl AmoleEl ProgresoPalos VerdesEl Sacrificio                   | 116.77 ha  |

## Demografía

### Localidades
De acuerdo con el censo de población y vivienda del INEGI de 2020, en la siguiente tabla se muestran las 18 localidades con mayor población del municipio de Guasave:
| Localidad                     | Población (2020) |
| ----------------------------- | ---------------- |
| Guasave (cabecera municipal)  | 77,849           |
| Gabriel Leyva Solano          | 25,157           |
| Adolfo Ruiz Cortines          | 14,723           |
| Estación Bamoa (Campo Wilson) | 5,481            |
| Los Ángeles                   | 4,783            |
| El Burrión                    | 4,042            |
| La Trinidad                   | 4,023            |
| Corerepe                      | 3,624            |
| Bachoco                       | 3,103            |
| Tamazula                      | 3,029            |
| Callejones de Guasavito       | 2,983            |
| Bamoa                         | 2,926            |
| León Fonseca                  | 2,874            |
| Nío                           | 2,848            |
| El Cerro Cabezón              | 2,734            |
| El Varal                      | 2,684            |
| El Cubilete                   | 2,625            |
| Total municipio               | 289,009          |